# (12214) Miroshnikov
(12214) Miroshnikov est un astéroïde de la ceinture principale.

## Description
(12214) Miroshnikov est un astéroïde de la ceinture principale. Il fut découvert le 7 septembre 1981 à Naoutchnyï par Lioudmila Karatchkina. Il présente une orbite caractérisée par un demi-grand axe de 3,20 UA, une excentricité de 0,16 et une inclinaison de 14,4° par rapport à l'écliptique.

## Compléments